# 藤原伊輔
藤原 伊輔（ふじわら の これすけ）は、平安時代から鎌倉時代初期にかけての公卿。藤原北家中御門流、権中納言・藤原伊実の子。官位は正三位。

## 経歴
永暦元年（1160年）に信濃守（少年受領）となり、その後は侍従、右近権中将などを経て、建久9年（1198年）正月、土御門天皇に昇殿を許され蔵人頭に補任され、後鳥羽上皇の院別当を務めた。同年11月従三位に叙され、建仁2年（1202年）まで右兵衛督を務める。
建永元年（1206年）正月、正三位に叙されるが、同年4月に出家。建保6年（1218年）3月に没する。

## 系譜
- 父：藤原伊実
- 母：藤原範兼の娘
- 妻：不詳
- 生母不明の子女
  - 男子：藤原伊時